# Sferracavallo
Sferracavallo (Sferracavaḍḍu in siciliano) è una frazione di Palermo, inserita nella VII circoscrizione.
Una buona parte del territorio rientra nella riserva naturale orientata Capo Gallo, mentre il tratto di mare che bagna la borgata fa parte dell'area naturale marina protetta Capo Gallo - Isola delle Femmine, sancita dal decreto ministeriale del 24 luglio 2002.

## Geografia fisica

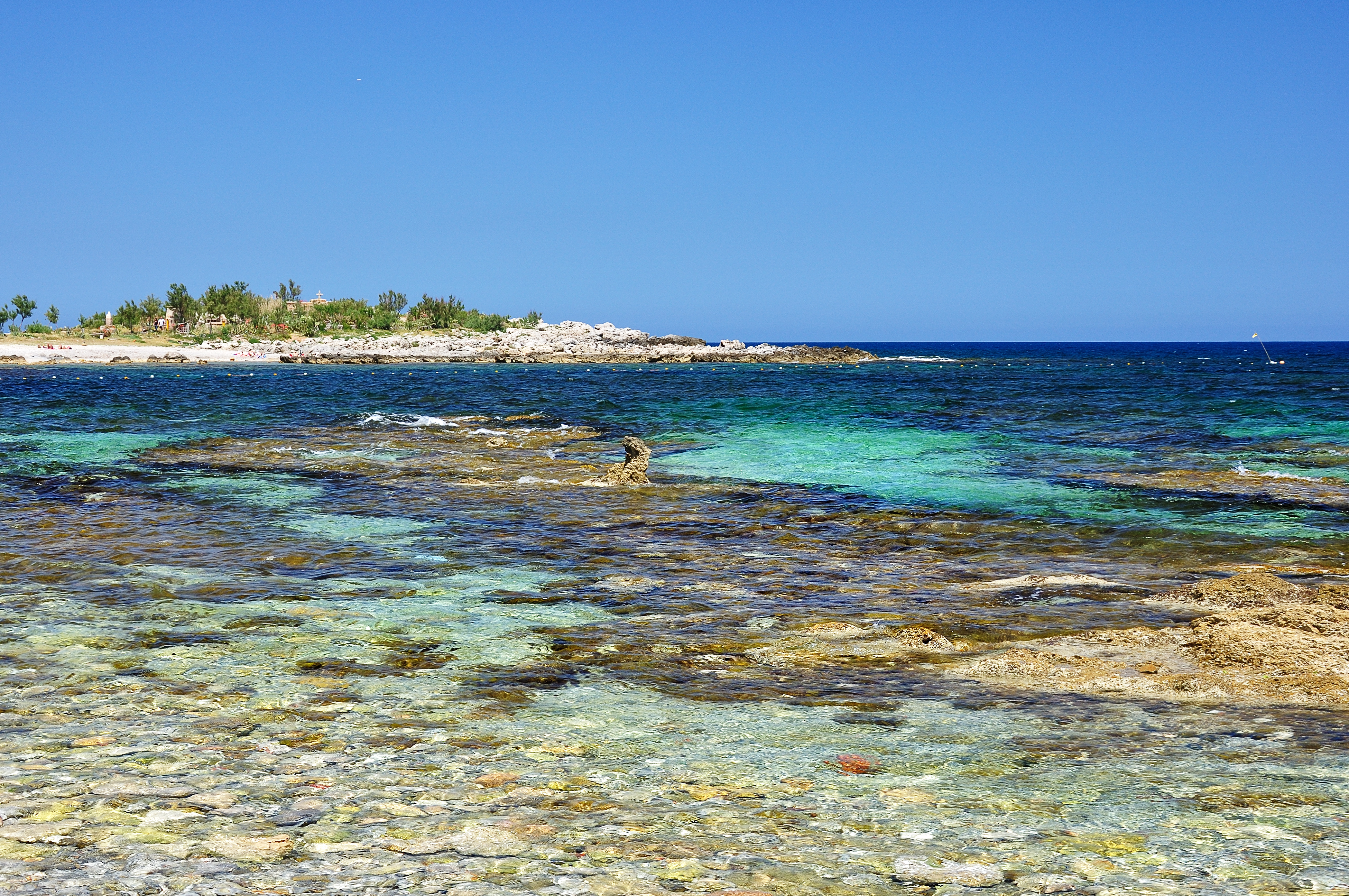
Punta Barcarello

Sferracavallo sorge nell'estremità nord-occidentale della costa palermitana, tra Capo Gallo e Isola delle Femmine. La frazione è delimitata a sud dal promontorio di Capo Gallo, che lo separa dalla baia di Mondello; e a nord dal Monte Billiemi, che delimita il confine con il comune di Torretta. Si protrae verso il Mar Tirreno. 
Il litorale è suddiviso in due distinte sezioni: la spiaggia di Barcarello nella porzione meridionale, in cui l'accumulo di organismi ha dato origine ad un classico esempio di reef corallino; e la Baia del Corallo in quella settentrionale, composta esclusivamente da scogli e scivoli naturali. Il resto del territorio condivide con la costa il carattere roccioso e frastagliato, caratteristica che ha contribuito ad isolare la frazione fino al XVIII secolo.
Vi è inoltre una ricca presenza di grotte, tra cui spicca la Grotta Conza, sotto pizzo Minolfo, che  dal 16 maggio 1995 è diventata riserva naturale integrale e in cui è possibile osservare la vegetazione tipica della foresta mediterranea sempreverde, oltre che una fauna abbastanza ricca e diversificata (sebbene non si contino specie particolarmente rare).
La storia geologica dell’area ha avuto origine circa 210 milioni di anni fa. Le rocce che costituiscono i promontori del Monte Gallo e Billiemi sono di natura carbonatica e la presenza di testimonianze fossili individua un ambiente di formazione marino tropicale poco profondo tipico delle barriere coralline.
Nel periodo quaternario si sono verificate delle oscillazioni del livello del mare che hanno influenzato e modellato il paesaggio costiero, come rilevato dall'analisi dei solchi sulle pareti montuose e dalle grotte scavate sia dall'azione marina che dalle acque piovane infiltratesi nelle rocce, che hanno dato luogo al fenomeno di carsismo. Tali cavità hanno funto da abitazione per l'uomo del Paleolitico superiore, che ha lasciato tracce tangibili della sua presenza. L'oscillazione è inoltre testimoniata dai depositi calcarenitici costieri ricchi di fossili marini e che rappresentano oggi importanti resti delle antiche spiagge. Il processo di dissoluzione causato dalle acque circolanti nel suolo e nel sottosuolo è visibile anche sott'acqua, dove si individuano le paleo rive, cioè le antiche linee di costa, nonché le grotte sommerse, semisommerse e i tunnel sottomarini.
Il tratto costiero che rientra nell'area della riserva naturale orientata di Capo Gallo è caratterizzato da rocce sedimentarie organogene denominate “trottoir à vermeti”, un insieme di piattaforme calcaree emergenti con bassa marea e generate dalla cementazione di innumerevoli gusci di Molluschi Gasteropodi vermiformi (Dendropoma petraeum) e di alghe calcaree. Queste biocostruzioni costiere, molto rare in Italia, sono paragonabili a quelle delle barriere coralline tropicali e come queste ultime costituiscono ambienti ad elevata biodiversità, cioè aree in cui è presente un elevato numero di specie viventi. Tale marciapiede organico ha il suo punto di inizio nel tratto costiero di Mondello più vicino a Capo Gallo e si sviluppa per tutta la riserva, attraversando gli speroni rocciosi di Sferracavallo fino ad arrivare ad Isola delle Femmine.

## Origini del nome
Il toponimo italiano Sferracavallo non ha origini certe, ma è sicuramente un calco del siciliano Sferracavaḍḍu. L'ipotesi più accreditata suggerisce che derivi dalle antiche asperità della strada, costellata da rocce aguzze a tal punto da far «sferrare i cavalli»: ciò trova conferma nella testimonianza storica del marchese di Villabianca. Un'altra ipotesi, meno accreditata, conduce alla presenza massiccia nella zona di una pianta selvatica dal nome siciliano di sferracavaḍḍu.

## Storia

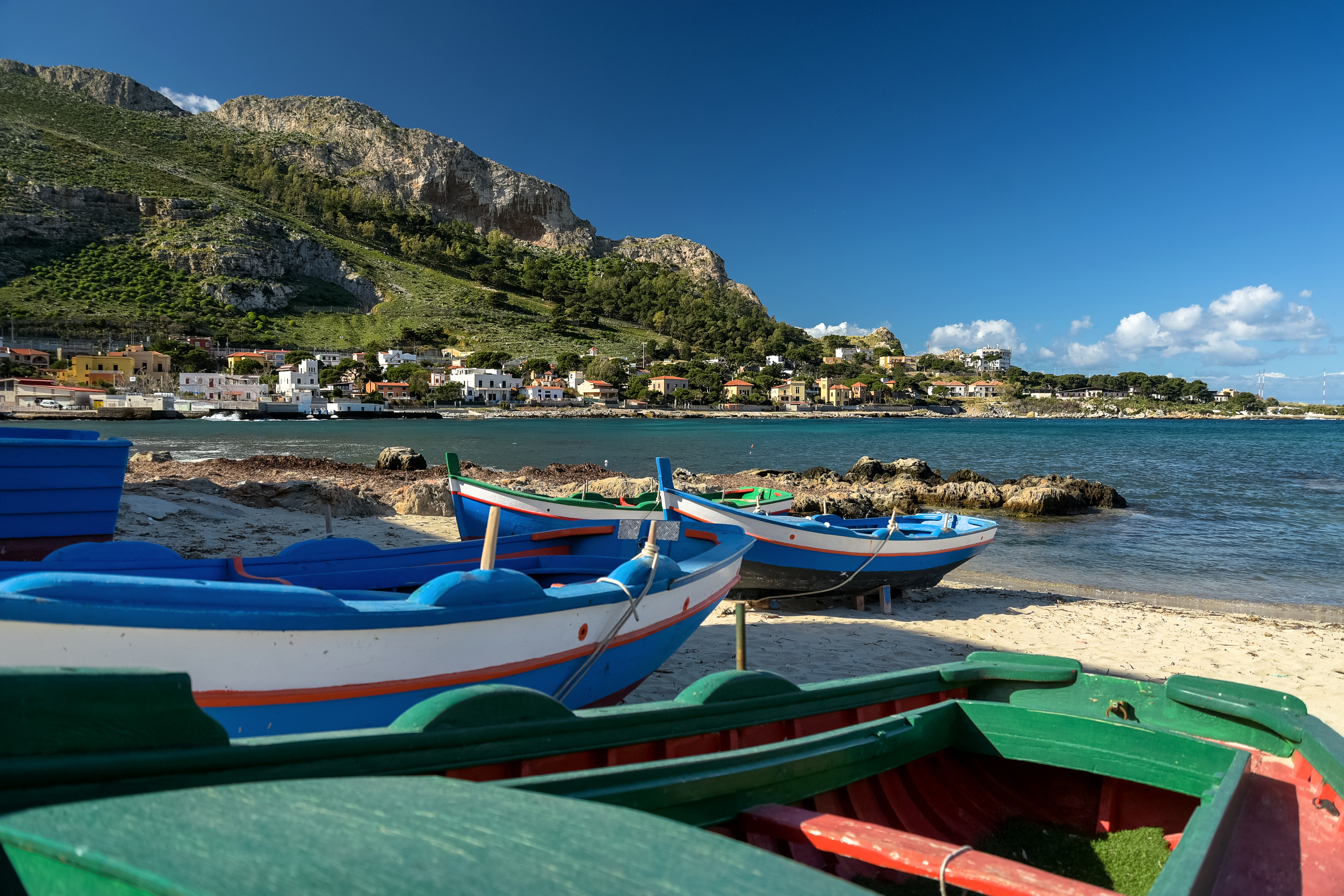
Barche ormeggiate sul litorale di Sferracavallo

La presenza di un villaggio di pescatori nella zona è documentata dall'inizio del XV secolo, periodo a cui risale l'edificazione di una tonnara nel versante più a nord del porticciolo, per volontà della famiglia Calandria (da cui il complesso di pesca prendeva il nome). I resti dell'edificio sono oggi inglobati all'interno della villa Arezzo di Trifiletti. 
Lo sviluppo della borgata risulta essere stato influenzato dalle caratteristiche morfologiche del territorio, che per molto tempo hanno isolato l'area rispetto al resto della provincia palermitana. Le rocce particolarmente aguzze di cui è disseminata l'area retrostante il litorale e, di conseguenza, la scarsa praticabilità dei sentieri che conducevano al nucleo abitato, hanno determinato un'autonomia maggiore dello stesso rispetto ad altre realtà marinare sorte in porzioni di costa più agevoli da raggiungere.
Nel 1417 si ha testimonianza di un drammatico assalto dei corsari barbareschi ai danni degli abitanti, al seguito del quale si provvide alla costruzione di una torre di avvistamento per intercettare in tempo le imbarcazioni piratesche e organizzare la resistenza. La mole di scorrerie in tutta la costa nord-occidentale siciliana tra il XV e il XVI secolo rese necessaria la moltiplicazione delle postazioni difensive lungo i litorali, opera che arricchì l'elaborata rete di torri costiere della Sicilia. Il territorio di Sferracavallo arrivò a contarne quattro: in epoca recente, tuttavia, due torri sono state distrutte nel corso dei lavori per il completamento dell'autostrada A29 e le rimanenti sono state pesantemente danneggiate. Le citazioni cartografiche riferiscono anche di una torre-fortino a Punta Barcarello, sorta con il medesimo scopo di guardia contro i pirati, di cui oggi rimane solo il piano terra, ai tempi adibito a cappella.
Nel XVII secolo, accanto alla tonnara sorse un agglomerato di case noto come Chiusa degli Amorello, in memoria dei primi proprietari. Questi ultimi, alla fine del secolo, decisero di edificare nel loro vicolo la "chiesa dei tre vescovi", così chiamata per via del fatto che sorgeva vicino a tre diverse Diocesi: quella di Palermo, di Monreale e di Mazara.
Il Settecento fu un secolo di fondamentale importanza per lo sviluppo della borgata grazie alla bonifica della cosiddetta "trazzera", la porzione di terreno che congiungeva Sferracavallo al centro urbano di Palermo, nota per le rocce aguzze che rendevano estremamente difficoltoso il percorso. Le scabre selci vennero infatti eliminate e venne realizzata una nuova strada dedicata al viceré Eustachio di Laviefuille, promotore dei lavori. Questo permise alla frazione di accogliere più agevolmente i visitatori e di evolversi rispetto al villaggio di pescatori che prima di allora risultava il fulcro esclusivo della vita di Sferracavallo. Le nuove strade favorirono la nascita di nuovi insediamenti residenziali e iniziò così il processo integrativo con l'espansione edilizia palermitana. In conseguenza di ciò, nel 1840 la chiesa degli Amorello, non potendo più contenere l'enorme numero di fedeli, venne ampliata e sostituita da un nuovo edificio sacro dedicato a Cosma e Damiano, ex-medici divenuti santi protettori dei pescatori ed eletti a patroni della borgata. Il forte sentimento di devozione verso i due santi è ancora oggi testimoniato dalla festa patronale che si tiene ogni 26 settembre e che rappresenta uno degli elementi più rappresentativi della solida identità di Sferracavallo.
I lavori di integrazione della borgata nel territorio comunale di Palermo continuarono fino alla prima metà del Novecento: il 1913 fu l'anno di inaugurazione della linea tranviaria che permetteva un collegamento più rapido col centro urbano e di lì a poco vennero ampliati i servizi e le strutture dei lidi turistici. Fino al 1928, tuttavia, oltre la metà della borgata faceva parte del Comune di Torretta. Fu il Duca di Belsito, grazie al suo ruolo di segretario generale del Partito Nazionale Fascista, ad intervenire con successo affinché Sferracavallo entrasse a far parte del Comune di Palermo.
Lo sviluppo urbano venne completato nel 1960 con l'ultimazione della litoranea di Barcarello, che consentì l'espansione edilizia nella parte orientale del quartiere.
A partire dagli anni '80, si è tentato a più riprese di creare una nuova municipalità, allo scopo di emancipare la borgata dall'amministrazione palermitana. Il sentimento di secessione condiviso da gran parte della comunità nasce a causa della forte identità storica, religiosa, nonché dal generale malcontento nei confronti della gestione comunale, accusata di trascurare le potenzialità della frazione e di non averne preservato la ricchezza paesaggistica: a tal proposito, si ricorda la denuncia, nel 1984, all'Azienda Municipalizzata alla Nettezza Urbana di Palermo, rea di aver depositato illecitamente rifiuti e detriti tra la costa ed i fondali prospicienti.

## Monumenti e luoghi d'interesse

### Architetture civili
Tra le residenze più antiche si distinguono le ville Arezzo, Maggiore Amari e Palazzotto (seconda metà del XIX secolo). Sul terreno di quest'ultima, il cui accesso era su via Torretta dove inizia via Catullo, realizzata dall'architetto Giovan Battista Palazzotto negli anni ‘80 del XIX secolo, a partire dai primi anni trenta l'architetto Emanuele Palazzotto jr. operò una lottizzazione, che oggi è percorsa dalle vie Catullo e Tacito e piazza Sallustio. Dei primi anni del XX secolo sono, tra le altre, le ville Maniscalco Basile, Donzelli in viale Florio e Mannino e Palazzotto in via Plauto. Il villino Palazzotto, successivamente sopraelevato e snaturato, e il villino Mannino furono realizzati dall'architetto Francesco Paolo Palazzotto, che villeggiava a Sferracavallo.

## Cultura

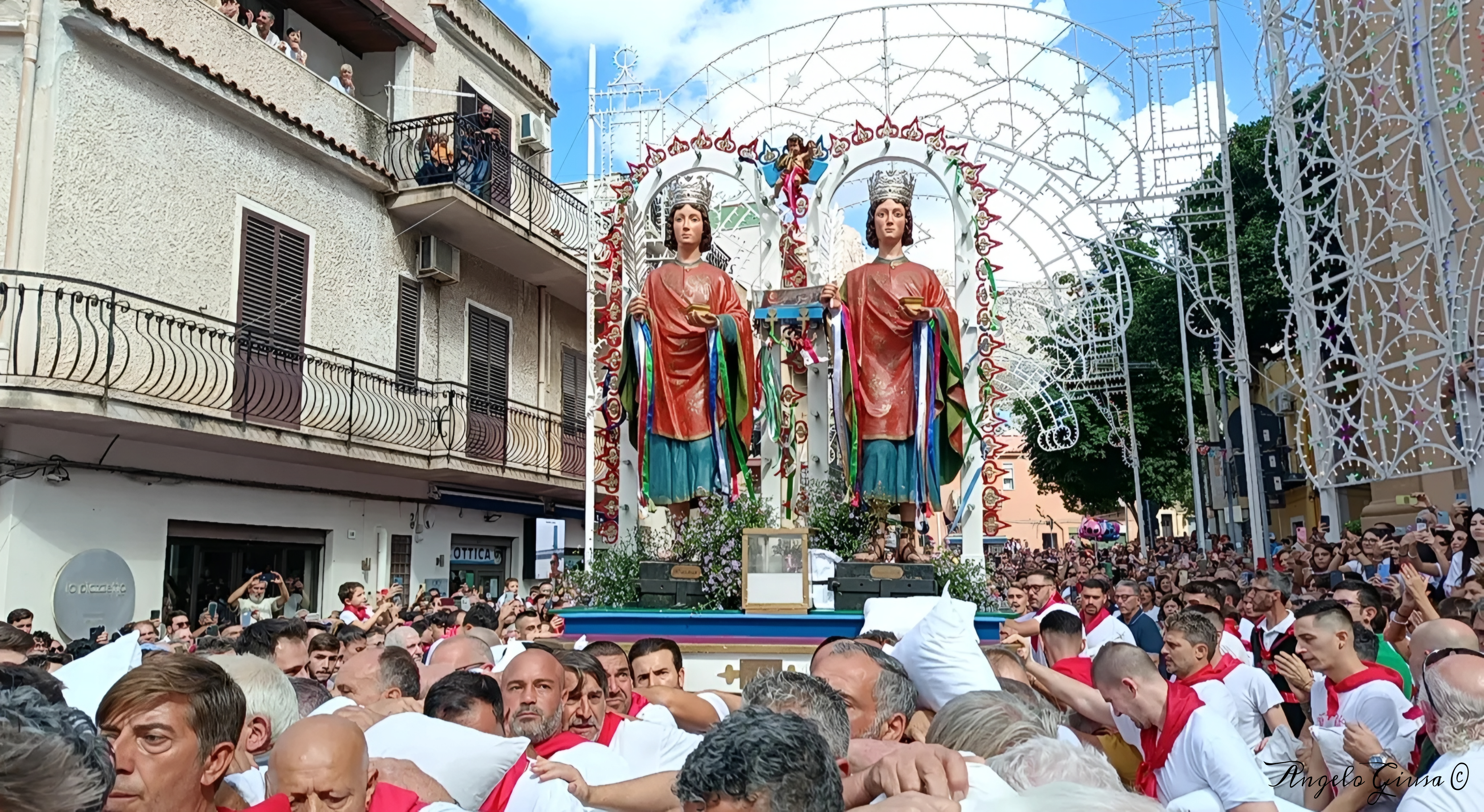
Uscita dalla chiesa dei Santi patroni a Sferracavallo

### Eventi

#### Festa patronale
Caratteristica è la festa dei santi Cosma e Damiano, patroni della borgata, che si svolge ogni anno nell'ultima domenica di settembre: il pesante fercolo, con i simulacri dei santi, viene portato per le vie della borgata da un folto numero di giovani vestiti di bianco, con un fazzoletto rosso legato ai fianchi, uno al collo e a piedi nudi. La festa non è solo religiosa, ma anche civile e comprende inoltre il gioco dell'antinna a mari, una sorta di albero della cuccagna posto sul mare.
Anticamente, la processione si svolgeva con passo veloce per poter portare i simulacri dei santi a tutti gli ammalati che ne avessero fatto richiesta, per avere la possibilità di pregare chiedendo la liberazione dalle malattie. La devozione è testimoniata dai numerosi ex voto presenti nella chiesa della frazione.

## Infrastrutture e trasporti

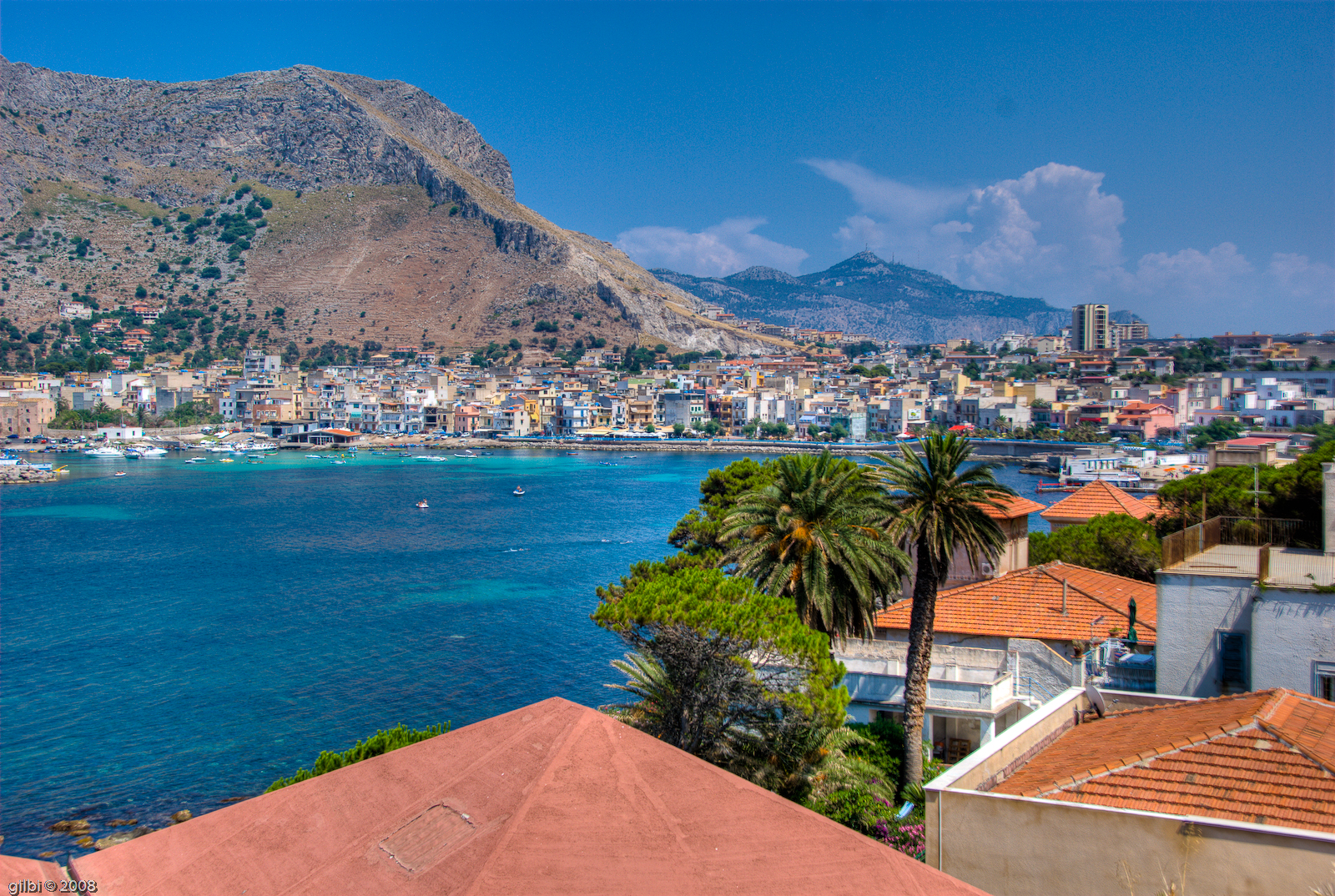
Porto di Sferracavallo

Sono presenti due porti: quello principale e il porticciolo di Barcarello che ospita, principalmente, le imbarcazioni da turismo. Il porticciolo si estende dalla riserva di Capo Gallo sino al cimitero dei Pescatori, sito a Est della borgata.
È collegato dalle linee AMAT 616, 628 e dalla linea notturna N2, le linee collegano con centro città di Palermo.
Per quanto riguarda il trasporto su ferro, esiste una fermata della cosiddetta Metropolitana di Palermo, ovvero del Passante ferroviario da cui si dirama la linea per Trapani, sita in via Emmanuele Palazzotto.

## Sport
Nel corso dell'anno 2023, dopo più di vent'anni, la borgata di Sferracavallo torna ad avere una squadra di calcio a undici, l'ASD Sferracavallo Calcio 2023. L'idea è nata dall'attuale presidente, Antonio Riso, e l'ha portata avanti con l'attuale segretario generale, Natale Vassallo. Con enormi sacrifici sono riusciti a realizzare questo incredibile sogno, con l'intento di promuovere i sani valori dello sport. 
Il logo è un omaggio dell'artista Francesco Del Cuore, purtroppo scomparso prematuramente poco dopo la realizzazione dello stesso. Nel logo sono rappresentati i SS. Cosma e Damiano e un ferro di cavallo. I colori sono il rosso e il verde che sono anche i colori sociali del club.
Per la stagione 2023-2024, le partite casalinghe si svolgono il sabato presso il campo Franco Lo Monaco di via Palinuro, Mondello. L'esordio assoluto è avvenuto proprio in casa contro il Terrasini Paese di Mare, il 28 ottobre 2023, partita che è terminata 0 a 0 davanti ad un pubblico gremito.
A vario titolo, ci sono delle persone facenti parte dello staff tecnico e della dirigenza da menzionare per il loro impegno alla rinascita e alla stabilità dello Sferracavallo Calcio: Francesco Argento, Roberto Mazzola, Giuseppe Riccobono, Roberto Guerrera, Leopoldo Lo Verde, Fabrizio Sangiorgio, Antonino Aiello, Domenico Minagra, Massimo Vescovo, Giuseppe Ferrante, Giovanni Favaloro e Mario Vassallo.